# Jörg Rehn
Jörg Rehn (* 15. März 1918 in Hamburg; † 8. September 2002 in Denzlingen) war ein deutscher Chirurg. Er gilt als Pionier der Unfallchirurgie und war Hochschullehrer in Freiburg und Bochum.

## Leben
Rehns Vater Eduard Rehn und beide Großväter, Ludwig Rehn und Hermann Kümmell, waren bedeutende Chirurgen. Während des Medizinstudiums wurde er zur Wehrmacht eingezogen, konnte aber 1944 promovieren. Die Dissertation befasste sich mit Nichtheilungen (Pseudarthrosen) von Knochenbrüchen. Aus der Kriegsgefangenschaft entlassen, begann er seine Ausbildung in Freiburg im Breisgau und bei Franz Büchner (Pathologie) und Ludwig Heilmeyer (Innere Medizin) in München. Zum Chirurgen wurde er seit 1948 von seinem Vater und Hermann Krauß ausgebildet. 1950 kam sein Sohn Götz Rehn zur Welt.
1956 habilitierte er sich über Verbrennungen.
Da die Behandlung von Unfallverletzten noch nicht systematisch erforscht wurde und Knochenbrüche oft nicht gut heilten, wurde Rehn im Assistententausch nach Brüssel, zu einem Schüler von Robert Danis, geschickt. Dort waren erste Behandlungsregimes eingeführt. Auf Bitten von Danis stellte Rehn dieses Brüsseler Konzept 1952 auf dem Deutschen Chirurgenkongreß vor. Anders als viele namhafte Kollegen ermunterte Krauß seinen Schüler Rehn, die „Knochenarbeit“ fortzuführen. Inzwischen außerordentlicher Professor geworden, engagierte sich Rehn in der 1958 gegründeten Schweizerischen Arbeitsgemeinschaft für Osteosynthesefragen.
Am 1. September 1962 wurde er als Nachfolger von Heinrich Bürkle de la Camp Direktor des Berufsgenossenschaftlichen Unfallkrankenhauses Bergmannsheil in Bochum. Dort baute er die operative Unfallchirurgie systematisch aus und machte das Haus zur deutschen Referenzklinik. 1977 wurde das Bergmannsheil in das neue Universitätsklinikum der Ruhr-Universität Bochum eingebunden. Rehn wurde Ordinarius. 1983 wurde er emeritiert. Im Jahr 1984 wurde er zum Mitglied der Leopoldina gewählt.
Zu Rehns 70. Geburtstag wurde, gemeinsam mit Ernst Kerns 65. und Siegfried Wellers 60. Geburtstag, ein chirurgisches Symposion in Konstanz veranstaltet.

## Wissenschaft
Rehn widmete sich besonders der Pathophysiologie des Traumas, dem Thromboembolie-Syndrom und der Verbrennungsforschung.
Von 1974 bis 1991 war er Herausgeber der Zeitschrift Der Unfallchirurg.

## Veröffentlichungen (Auswahl)
- Umfallverletzungen bei Kindern. Springer, Berlin / Heidelberg / New York 1974.
- Der alte Mensch in der Chirurgie. Berlin / Heidelberg / New York 1979.
- Behandlungsfehler und Haftpflichtschäden in der Unfallchirurgie. Berlin / Heidelberg / New York 1980.
- Erlebte Chirurgie. ecomed, Landsberg am Lech 1997, ISBN 3-609-51420-5 (Autobiographie und Streifzug durch 100 Jahre Zeit- und Chirurgiegeschichte).